# Calábria
A Calábria (em italiano: Calabria, em dialetos calabreses: Calàbbria, em greco-calabrês: Calavría, em grego: Καλαβρíα, em albanês: Kalabria, antiga Brutium romana), é uma região do sul da Itália que ocupa o “dedo” da península itálica ao sul de Nápoles. Tem 2,09 milhões de habitantes, 15 079 km² e sua capital é Catanzaro. Tem limites ao norte com a Basilicata, a oeste com o mar Tirreno, ao leste com o mar Jônico. A Calábria é separada da Sicília pelo estreito de Messina.

## Geografia
Do ponto de vista geográfico apresenta uma individualidade muito precisa, devido a sua posição periférica e quase de isolamento com respeito ao resto da Itália, a sua forma característica, e a sua estrutura morfológica. A região é uma longa e estreita península que se estende desde o norte para o sul ao longo de 248 km, com uma largura máxima de 110 km. Cerca de 42% da superfície da Calábria, o que equivale a 15 081 km² é montanhosa, 49% são colinas, enquanto as planícies ocupam só 9% do território da região. Está separada da Sicília pelo estreito de Messina, onde o ponto mais estreito - entre o cabo Peloro na Sicília e ponta Pezzo na Calábria tem só 3,2 km.

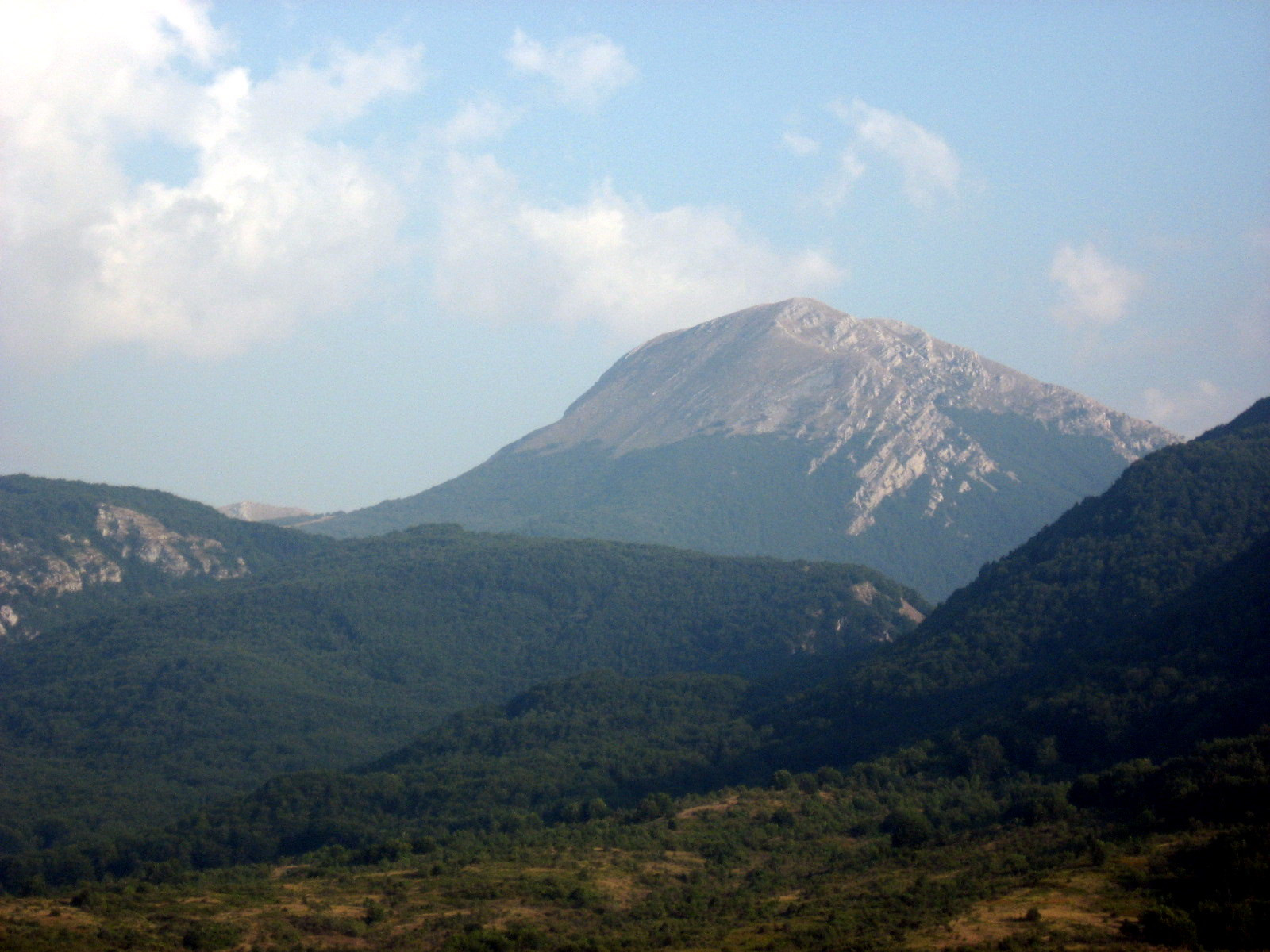
Parque Nacional Pollino.

É uma região montanhosa (Apeninos Calabreses) e acidentada que se estende para Sicília, entre o mar Tirreno e o mar Jónico. Os Apeninos se ramificam em dois cordões principais, um é o da cadeia costeira que como seu nome indica segue a costa do Tirreno até o golfo de Santa Eufemia, tendo sua máxima altura no Monte Cocuzzo, de 1541 m. A cordilheira costeira (ou Paolana) prolonga-se até o baixo curso baixo do rio Savuto, entre a faixa costeira tirrena e o profundo vale do Crati.
Este último separa a Cordilheira Costeira da Sila, extensa região de meseta que culmina a 1928 m no Botte Donato. No entanto o principal ramo dos Apeninos chamado Appenino Calabrese percorre a região dividido em vários segmentos: ao norte assinalando os limites com a região de Basilicata acha-se o monte Pollino de 2 267 metros de altitude na serra Dolcedorme, e cujos contrafortes chegam ao sudoeste, até o passo do Scalone (740 m) onde terminam os Apeninos Lucanos e começam os Apeninos Calabreses. Os montes Pollino no norte da região são abruptos e formam uma barreira natural que separam a Calábria do resto de Itália.
Partes da superfície são intensamente arborizadas, enquanto outras são vastas mesetas varridas pelo vento com escassa vegetação. Estas montanhas são o lar de uma rara variedade de pinheiro dos Bálcans, e estão incluídas no Parque Nacional Pollino. Prosseguindo para o sul encontra-se as planícies elevadas da Sila Grande, Sila Greca e Sila Piccola (nesta última se alça o monte da Femminamorta com 1 740 m). Tais planícies delimitam a comarca e vales do Marchesato. A Sila é uma vasta meseta montanhosa, de ao redor de 1 200 m de altitude, que se estende por cerca de 2 mil km² ao longo da parte central da Calábria. O ponto mais alto é Botte Donato, que chega a 1 928 m de altitude. A região tem numerosos lagos e densos bosques de coníferas.
Depois encontra-se a corrente das Serre (serras) e finalmente o maciço do Aspromonte, que forma a ponta mais meridional da península Itálica rodeada pelo mar por três lados. Esta estrutura montanhosa única atinge sua altitude máxima em Montalto Uffugo, com 1 955 metros, e está cheia de extensos terraços realizadas pelo homem que descem até o nível do mar.

## Administração
Esta região é composta das seguintes províncias:
- Catanzaro
- Cosenza
- Crotone
- Régio da Calábria
- Vibo Valentia